# Милютинский сад
Милютинский сад (бывш. сад Межевой канцелярии) — исторический городской сад площадью 0,91 га; находится в Басманном районе Центрального административного округа Москвы (Покровский бульвар, 10). Сад расположен в историческом районе Ивановская горка в черте Белого города. Объект культурного наследия регионального значения.

В Хохловский переулок в XVIII в. выходило старинное здание, в котором до 1754 г. хранились писцовые книги XVII в., до генерального межевания Екатерины II указывавшие границы земельных владений всей страны. В 1754 году здесь поселилась только что созданная Межевая канцелярия. Сюда за выписками из древних писцовых грамот тянулись помещики, отсюда в дальние края разъезжались чиновники, чтобы проследить, насколько точно сохранены установленные встарь границы земельных участков. Здесь же располагалось Константиновское межевое училище, преобразованное позже в институт.

К зданиям примыкал старинный сад, который и стал садом Межевой канцелярии. Он выходил на Покровский бульвар, но был закрыт для публики. Зайти в него можно было только через двор канцелярии. Этот проход сохранился до сих пор. К ценным градостроительным объектам относятся жилой дом и флигель Городской усадьбы Е. А. Лобановой-Ростовской — владение Межевой канцелярии, 2-я пол. XVIII в., 1780-е гг., 1930-е гг., кон. 1990-х гг. (Хохловский пер., д. 10, стр. 5, 6)
Сама Межевая канцелярия в 1906 году переехала в Хохловский переулок, архив же остался в прежнем здании, в 1913 существовали планы застройки сада.
Только в 1917 году стал публичным. В 1932 году сад был передан Всекопромсовету и получил имя В. П. Милютина. Для входа в него с Покровского бульвара сделали ворота. Здесь устраивались танцы, массовые игры, театральные спектакли и киносеансы.
В 1936 году сад был отдан детям, и стал районным детским парком. По сей день Милютинский сад остаётся любимым местом отдыха москвичей, особенно жителей Ивановской горки и ближайших кварталов, учащихся окрестных школ. Иногда его  называют Милюткой.

## Транспорт
- От станции метро «Тургеневская», «Чистые пруды» или «Сретенский бульвар» любым трамваем до остановки «Казарменный переулок».
- От станции метро «Китай-город» троллейбусом № 45 по Покровке до остановки «Памятник Чернышевскому», далее пешком по Покровскому бульвару.